# Bukovany (district de Benešov)
Pour les articles homonymes, voir Bukovany.
Bukovany (en allemand : Bukowan) est une commune du district de Benešov, dans la région de Bohême-Centrale, en République tchèque. Sa population s'élevait à 773 habitants en 2020.

## Géographie
Bukovany se trouve à 7 km au nord-ouest de Benešov et à 32 km au sud-sud-est de Prague.
La commune est limitée par Týnec nad Sázavou au sud-ouest, à l'ouest et au nord, par Poříčí nad Sázavou à l'est, et par Benešov au sud.

## Histoire
La première mention écrite du village date de 1318. Pendant la Seconde Guerre mondiale, le village fut englobé dans le terrain de manœuvre SS de Bohême (SS-Truppenübungsplatz Böhmen) et ses habitants furent expulsés le 1er avril 1943.